# Estados de Sudán
El 9 de julio de 2011 el país africano de Sudán quedó fraccionado en dos entidades, la parte septentrional que continuó llevando dicho nombre y la parte meridional que pasó a denominarse Sudán del Sur. En este artículo se relata el desarrollo histórico de las subdivisiones de ambos países, que se inicia en 1919 con las primeras provincias del Sudán anglo-egipcio y continúa con los cambios en la estructura administrativa de la República independiente de Sudán desde 1956, pasando a través de la introducción de los primeros estados en 1991, que en 1994 constituyeron los estados actuales en los cuales están divididos ambos países.
Sudán desde el año 2005 estaba dividido en 25 estados (árabe wilayah), subdivididos a su vez en un total de 133 distritos. Cada estado es administrado por un gobernador y su Consejo de Ministros. Él y sus ministros son nombrados directamente por el presidente de Sudán. Una excepción fue la de la región autónoma de Sudán del Sur, cuyos gobernadores y ministros eran nombrados por el presidente de Sudán del Sur, quien era simultáneamente el primer vicepresidente de Sudán. Desde el 9 de julio de 2011, los diez estados del sur forman el estado independiente de Sudán del Sur. La frontera entre los países es en parte todavía controvertida, especialmente la zona de Abyei. Según el acuerdo de paz de 2005, esta zona se atribuyó tanto al Estado de Kordofán del Oeste (Sudán) como al Estado de Bar el Gazal del Norte (Sudán del Sur).

## Estados actuales de Sudán
Los diez estados meridionales forman el estado independiente de Sudán del Sur desde el 9 de julio de 2011. En el referéndum sobre la independencia de dicho país, que se realizó conforme al acuerdo de paz firmado entre 9 y el 15 de enero de 2011, en el cual alrededor del 99% de los habitantes del sur votaron a favor de la independencia. El presidente de Sudán, Umar Hasan Ahmad al-Baschir, reconoció este resultado. La independencia fue declarada tras un período transitorio, el 9 de julio de 2011.
En Darfur, un referéndum que se celebró en 2011 también, decidió el destino de los tres estados que conformaban la región. Al mismo tiempo, sin embargo, el gobierno planeó crear dos nuevos Estados, Bahr al-Arab con capital en Ed Daein y el Marra Jebel con capital en Zalingei. A principios de mayo de 2011, el gobierno aprobó la creación de los nuevos Estados de Darfur Central y Oriental. Para ello, los antiguos estados de Darfur Oeste y del Sur redujeron su tamaño, en tanto Darfur del Norte se mantendría sin cambios dentro de sus fronteras. El 10 de enero de 2012 el presidente de Sudán, Omar al-Bashir, presentó tres decretos para la creación de dos nuevos estados y el nombramiento de los nuevos gobernadores de la región de Darfur.

Mapa de los Estados Numerados

A continuación se incluye la lista de los 18 estados de Sudán. Las transliteraciones de los nombres en árabe al español pueden variar, en particular, porque el artículo “al” a veces se traduce como “el”.
| N.º | Localización | Escudo | Nombres            | Nombres                            | Nombres        | Capital      | Extensión en km2 (mi2)                     | Población (2018) |
| N.º | Localización | Escudo | Español            | Árabe                              | Inglés         | Capital      | Extensión en km2 (mi2)                     | Población (2018) |
| --- | ------------ | ------ | ------------------ | ---------------------------------- | -------------- | ------------ | ------------------------------------------ | ---------------- |
| 1   |              |        | Jartum             | ولاية الخرطوم‎ (Wilāyat al-Kharṭūm) | Khartoum       | Jartum       | 22 142 km² (8549 mi²)                      | 7 993 900        |
| 2   |              |        | Kordofán del Norte | شمال كردفان‎ (Shamāl Kurdufān)      | North Kordofan | El Obeid     | 185 302 km² (71 545 mi²)                   | 3 174 029        |
| 3   |              |        | Norte              | الشمالية‎ (ash-Shamālīyah)          | Northern       | Dongola      | 348 765 kilómetros cuadrados (134 658 mi²) | 936 255          |
| 4   |              |        | Kassala            | كسلا‎ (Kassalā)                     | Kassala        | Kassala      | 52 949 kilómetros cuadrados (20 444 mi²)   | 2 519 071        |
| 5   |              |        | Nilo Azul          | النيل الأزرق‎ (an-Nīl al-Azraq)     | Blue Nile      | Ad Damazin   | 45 844 kilómetros cuadrados (17 700 mi²)   | 1 108 391        |
| 6   |              |        | Darfur del Norte   | شمال دارفور‎ (Shamāl Dārfūr)        | North Darfur   | El Fasher    | 296 420 kilómetros cuadrados (114 448 mi²) | 2 304 950        |
| 7   |              |        | Darfur del Sur     | جنوب دارفور‎ (Janūb Dārfūr)         | South Darfur   | Nyala        | 81 000 kilómetros cuadrados (31 274 mi²)   | 5 353 025        |
| 8   |              |        | Kordofán del Sur   | جنوب كردفان‎ (Janūb Kurdufān)       | South Kordofan | Kaduqli      | 158 355 kilómetros cuadrados (61 141 mi²)  | 2 107 623        |
| 9   |              |        | Gezira             | الجزيرة‎ (al-Jazīrah)               | Gezira         | Wad Madani   | 27 549 kilómetros cuadrados (10 637 mi²)   | 5 096 920        |
| 10  |              |        | Nilo Blanco        | النيل الأبيض‎ (an-Nīl al-Abyaḑ)     | White Nile     | Ad Duwaym    | 39 701 kilómetros cuadrados (15 329 mi²)   | 2 493 880        |
| 11  |              |        | Río Nilo           | نهر النيل‎ (Nahr an-Nīl)            | River Nile     | Ad Damir     | 122 123 kilómetros cuadrados (47 152 mi²)  | 1 511 442        |
| 12  |              |        | Mar Rojo           | البحر الأحمر‎ (al-Baḥr al-Aḥmar)    | Red Sea        | Puerto Sudán | 218 887 kilómetros cuadrados (84 512 mi²)  | 1 482 053        |
| 13  |              |        | Gadarif            | القضارف‎ (al-Qaḍārif)               | al Qadarif     | Gadarif      | 75 263 kilómetros cuadrados (29 059 mi²)   | 2 208 385        |
| 14  |              |        | Sennar             | سنار‎ (Sinnār)                      | Sennar         | Sennar       | 37 844 kilómetros cuadrados (14 612 mi²)   | 1 918 692        |
| 15  |              |        | Darfur del Oeste   | غرب دارفور‎ (Gharb Dārfūr)          | West Darfur    | Geneina      | 23 550 kilómetros cuadrados (9093 mi²)     | 1 775 945        |
| 16  |              |        | Darfur Central     | وسط دارفور‎ (Wasaṭ Dārfūr)          | Central Darfur | Zalingei     | 46 729 kilómetros cuadrados (18 042 mi²)   | 2 499 000        |
| 17  |              |        | Darfur del Este    | شرق دارفور‎ (Sharq Dārfūr)          | East Darfur    | Ed Daein     | 52 867 kilómetros cuadrados (20 412 mi²)   | 1 587 200        |
| 18  |              |        | Kordofán del Oeste | غرب كردفان‎ (Gharb Kurdufān)        | West Kordofan  | Al Fulah     | 111 373 kilómetros cuadrados (43 001 mi²)  | 1 945 450        |

## Historia
El Sudán anglo-egipcio contaba con ocho “mudiriyas” o provincias, que eran ambiguas cuando se crearon pero se volvieron más definidas al comienzo de la Segunda Guerra Mundial. Las ocho provincias eran: Nilo Azul, Darfur, Ecuatoria, Kassala, Jartum, Kurdufán, Norte, y Nilo Superior. En 1948 Bar el Gazal se separó de Ecuatoria. El 1 de enero de 1973, Mar Rojo se separó de Kassala.
Se crearon numerosas provincias el 1 de julio de 1973. Aparecieron las provincias de Darfur del Norte y Darfur del Sur a partir de Darfur, mientras Kurdufán se dividió en Kurdufán del Norte y Kurdufán del Sur. Al Jazirah y el Nilo Blanco se separaron del Nilo Azul. Río Nilo se escindió del Norte.
Otra fractura de provincias adicional ocurrió en 1976. Lagos se separó de Bar el Gazal, y Junqali del Nilo Superior. Ecuatoria se dividió en Ecuatoria del Este y Ecuatoria del Oeste. Había entonces dieciocho provincias. En 1991, el gobierno reorganizó las regiones administrativas en nueve estados federales, volviendo a las nueve provincias que existían desde 1948 a 1973. El 14 de febrero de 1994, el gobierno reorganizó de nuevo el territorio, creando veintiséis “wilayah” (estados). La mayoría de los wilayah no eran las viejas provincias o las regiones administrativas dentro de una provincia.
En agosto de 2005, se abolió el estado de Kordofán del Oeste y su territorio fue repartido entre los de Kordofán del Norte y Kordofán del Sur, como parte de la implementación del acuerdo de paz entre el gobierno sudanés y el Movimiento de Liberación del Pueblo de Sudán. Según el protocolo de resolución, la frontera de Kordofán del Sur deberá ser la de la antigua Provincia de Kordofán del Sur cuando el Gran Kordofán se dividió en dos provincias.
En el año 2011 se votó un referendo con el que se busca dar fin a los problemas étnicos y territoriales de esta atribulada nación, con lo cual se escindirá en dos entidades nacionales; una al norte musulmán y proárabe; y otra al sur, de tendencia tradicional y animista. Por esta escisión, Sudán perdió 10 de los 25 estados que lo componían.

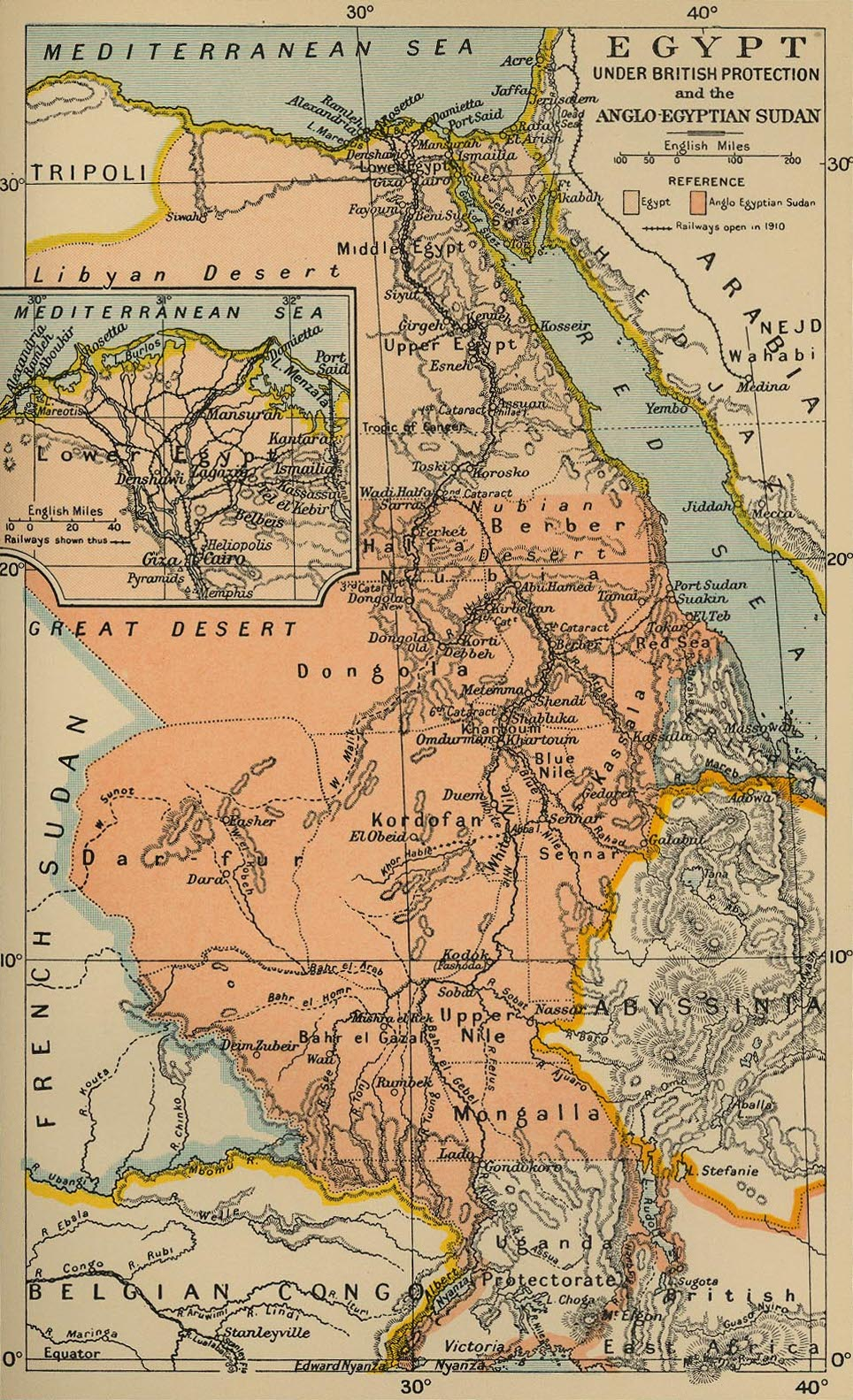
Provincias del Sudán anglo-egipcio
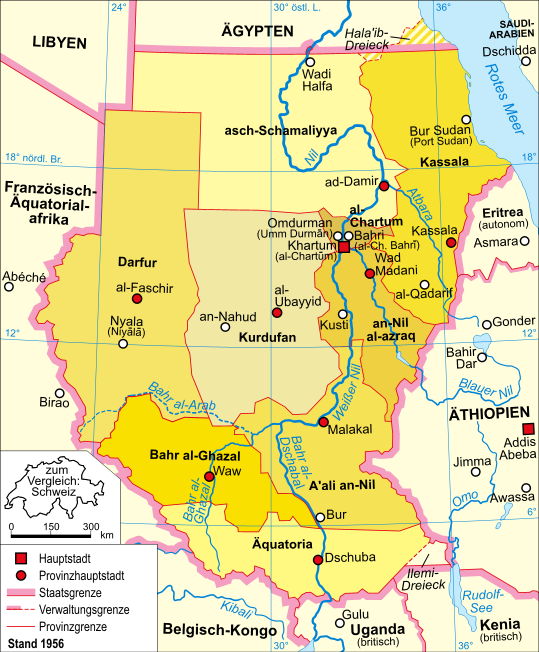
Provincias del Sudán (1948-1973)
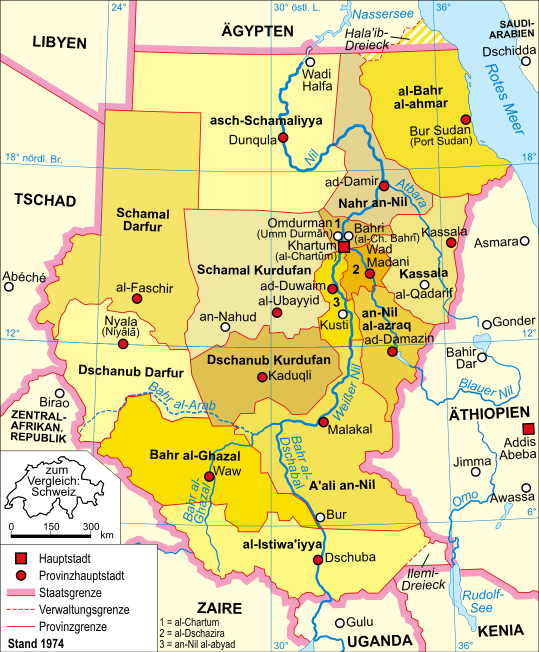
Provincias del Sudán (1974-1976)
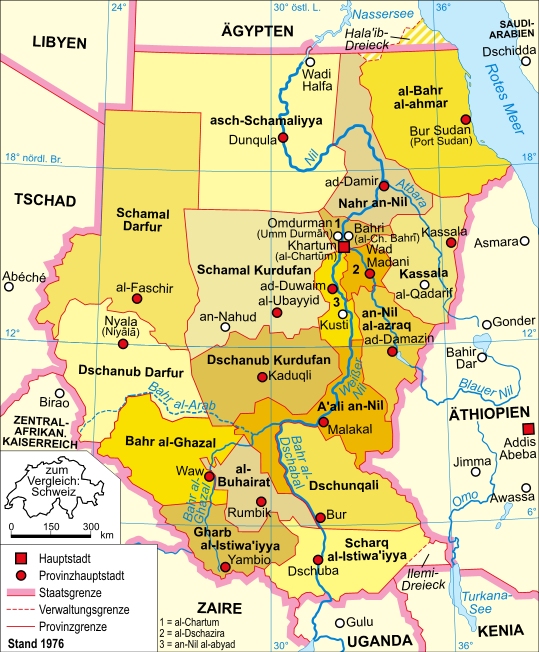
Provincias del Sudán (1976-1991)
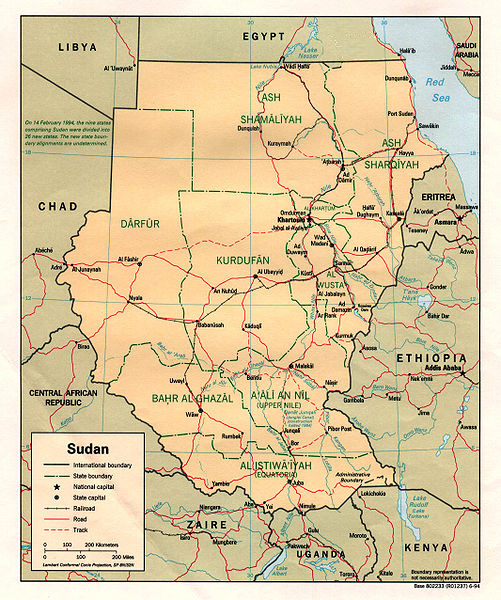
Estados del Sudán (1991-1994)
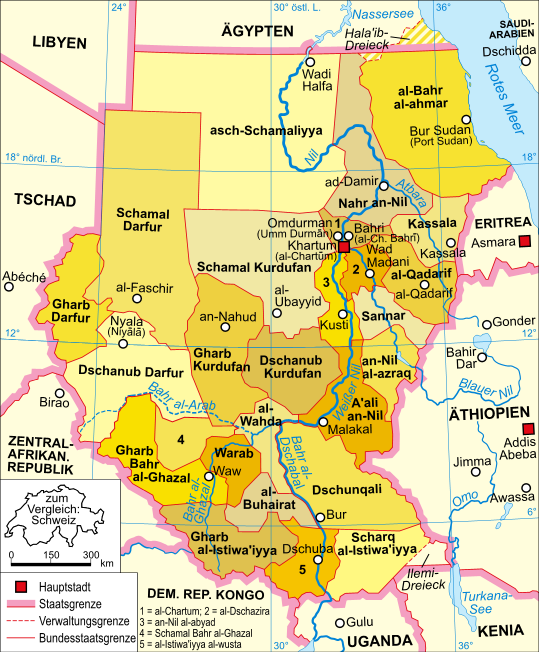
Estados del Sudán (1994-2006)

## Regiones Autónomas de Sudán
- Autoridad Regional Interina de Darfur: Los 3 estados orientales que conforman Darfur (Darfur del Norte (Shamal Darfur); Darfur del Sur (Janub Darfur); Darfur del Oeste (Gharb Darfur) están coordinados por este organismo, establecido en abril de 2007 en cumplimiento del tratado de paz firmado en mayo de 2006.

## Estados que ahora forman parte deSudán del Sur
- Bar el Gazal del Norte (Shamal Bahr al Ghazal)
- Bar el Gazal del Oeste (Gharb Bahr al Ghazal)
- Ecuatoria Central
- Ecuatoria del Este (Sharq al Istiwa'iyah)
- Ecuatoria del Oeste (Gharb al Istiwa'iyah)
- Junqali
- Nilo Superior (A'ali an Nil)
- Lagos (Al Buhayrat)
- Unidad (Al Wahdah)
- Warab